# Raicsáni György
Raicsáni György (névváltozat: Rajcsányi; Nemeskosztolány, 1669. szeptember 8. – Marosvásárhely, 1734. július 5.) bölcseleti és teológiai doktor, filozófus, Jézus-társasági áldozópap és tanár. Rajcsányi János bátyja.

## Életútja
1687. november 25-én lépett a rendbe, tanította a grammatikát, ékesszólástant és bölcseletet Nagyszombatban, majd ugyanott a teológia tanára volt 1723-ig. Ezután négy évig Rómában magyar gyóntató volt. A magyar nyelven kívül megtanulta az olaszt, franciát és spanyolt. Visszatérve hazájába, 1726-ban, 1728-ban rektor, 1728-ban és 1729-ben kancellár volt a Nagyszombati Egyetemen és a bozóki telepeseket a római katolikus hitre térítette. Felső-Magyarországon és Erdélyben egyházlátogatási tisztet viselt és Kolozsvárott rektor volt.

## Művei
- Harmonia Philosophica Cantus laetiores tristioribus, & tristiores laetioribus attemperans, Sive Principia Quaedam verae ac genuinae Philosophiae, animum humanum regulantia; ne, vel prosperis evanescat, vel adversis fragnatur; ex libris duobus Francisci Petrarchae, De remedjis utriusque fortunae, desumpta ... Anno MDCCVI. die Maij. Tyrnaviae
- Ars recte philosophandi seu Vitam ex praescripto rationis moderandi desumpta potissimum Ex Dialogis Francisci Petrarchae De Remedijs utriusque fortunae, & A Praenobili, ac Erudito Domino Stephano Hunyadi ... Philosophiae Baccalaureo, ejusdemque pro suprema laurea Candidato publicae utilitati proposita: Dum In Alma Archi-Episcopali Universitate Tyrnaviense Anno 1707. ... Universam Philosophiam propugnaret. Praeside ... Uo.
- Laurus Tuta a Flumine Seu Consignatio sui in Providentia Dei, Ex principijs Philosophiae sanctioris, potissimum desumpta, & Philosophiae Profanae Emeritis ... et Philosophiae Profanae Emeritis ... et Philosophiae Baccalaureis. Nomine Condiscipulorum oblata ... Uo. 1707
- Somnium Philosophi Repraesentant Tabulam Cebetis Philosophi Platonici, & Enchiridion Epicteti Philosophi Stoici. Honori ... Domini Laurentij Görgei ... Vice-Comitis &c. Oblatum A Rev. & Philos. Baccal. ac pro suprema ejusdem laurea Candidi ... Dum ... In ... Universitate Tyrnaviensi, Anno 1707, Mense Augusto, Die ... Universam Philosophiam propugnaret, Praeside ... Uo.
- Dictamina seu Scita variae Doctrinae, Politicae, Moralis, Stoicae & Spiritualis. Ex Operibus R. P. Joannis Eusebij Niederbergij Collecta ... Anno 1708. Uo.
- Colloquium Sphyngis Cum Oedipo Seu AenigmataVersibus Proposita Ac Soluta: Cum Appendice Quorundam Oedipum desiderantium. Honoribus ... Philosophiae Baccalaureorum. Dum Promotore ... Suprema Philosophiae laurea condecorarentur. Dicata ... M.DCC.IX. Uo.
- Conclusiones scientiae practicae ... Uo. 1718
- Bellum contra hostes capitales Animae ... Uo. 1717. és 1720, két rész. (többször utánnyomatott)
- Joannis Scheffleri ... Concilium Tridentinum ante Tridentinum ... Uo. 1718
- Instructio Confessarii, et Poenitentis, Authore R. P. Paulo Segneri ... SS. Theologiae auditoribus oblata ... Uo. 1719